# ژوزف گیاده
ژوزف گیاده (فرانسوی: Joseph Guyader‎) دوچرخه‌سوار اهل فرانسه بود. وی در بازی‌های المپیک تابستانی ۱۹۰۸ شرکت کرده است.